# Stefan Grundmann
Stefan Grundmann (Munique, 1 de junho de 1958) é um jurista e historiador da arte alemão. Ele é professor de direito privado, direito alemão, direito da União Europeia, direito internacional privado e direito econômico internacional na Universidade Humboldt de Berlim, Alemanha.

## Vida
Após a conclusão do ensino secundário, Grundmann estudou, inicialmente de 1977 até 1982, ciência do direito na Universidade de Munique, bem como história da arte e romanística nas universidades de Lausanne e de Universidade de Aix-Marselha. Em 1985, apresentou sua tese de doutorado na Universidade de Munique sobre o tema Qualifikation gegen die Sachnorm: deutsch-portugiesische Beiträge zur Autonomie des internatanionalen Privatrechts. Parte do trabalho de pesquisa foi realizado em Lisboa, Portugal, como bolsista. No ano de 1986, Grundmann cursou outro doutorado na Universidade de Munique, desta vez em história da arte. Sua tese intitulou-se Tizian und seine Vorbilder: Erfindung durch Verwandlung. Depois de seu Mestrado em direito na Universidade da Califórnia em Berkeley, que ele adquiriu através de seus estudos em 1987–1988, atuou como Akademischer Rat na Universidade de Munique, onde apresentou sua habilitação em 1995 com a tese intitulada Der Treuhandvertrag - insbesondere die werbende Treuhand.
Em sua carreira docente, Stefan Grundmann lecionou nas universidades de Ratisbona, Europeia Viadrina, de Halle e de Erlangen-Nurembergue. Em 1995 foi chamado pela Universidade de Halle, para assumir a cátedra de direito privado, direito alemão, direito da União Europeia e direito econômico internacional. Como diretor do Instituto de Direito Econômico da Universidade de Halle, criou, em 1997, o primeiro curso interdisciplinar de direito comercial na Alemanha.
No ano de 2001, Grundmann assumiu a cátedra na Universidade de Erlangen-Nurembergue. A partir de 2004, tornou-se professor catedrático da Universidade Humboldt de Berlim. É membro fundador do European Law Institute (ELI), bem como da Society of European Contract Law (SECOLA) e da European Law School.

## Grundmann no Brasil
Stefan Grundmann, desde 2015, é coordenador da Rede de Pesquisa de Direito Civil Contemporâneo, um consórcio de universidades brasileiras e estrangeiras, liderado pela Faculdade de Direito da Universidade de São Paulo. O Instituto de Direito Privado Comparado da Universidade Humboldt de Berlim incorporou-se à Rede de Pesquisa oficialmente em cerimônia ocorrida na Universidade de São Paulo em novembro de 2015.
Grundmann é também membro do Conselho Editorial da Revista de Direito Civil Contemporâneo - RDCC (ThomsonReuters-Revista dos Tribunais). Em 2016, ele concedeu entrevista a Otavio Luiz Rodrigues Junior, Karina Nunes-Fritz e a Sergio Rodas, publicada na RDCC 9.

## Literatura
- Gerfried Fischer: Die Entwicklung der Zivilrechtslehre seit der Wiederbegründung der Juristischen Fakultät nach der Wiedervereinigung. in: Heiner Lück: Aktuelle Beiträge zur Rechtswissenschaft und ihren geistesgeschichtlichen Grundlagen. Band 32 Hallesche Schriften zum Recht. Halle 2013. S. 31–32. ISBN 978-3-86977-072-7

## Ligações Externas
- Website des Lehrstuhls von Stefan Grundmann an der HU Berlin
- Literatura de e sobre Stefan Grundmann (em alemão) no catálogo da Biblioteca Nacional da Alemanha

## Informações adicionais
Esta é uma tradução do verbete em alemão Stefan Grundmann, acrescida de informações que não constam do original.